# Gustaw Ludwig
Gustaw Ludwig (ur. 1876 w Brnie, zm. 1952) – niemiecki architekt, kapitan pospolitego ruszenia armii austro-węgierskiej, współtwórca zespołu zachodniogalicyjskich cmentarzy wojennych.

## Życiorys
Na stałe mieszkał w Monachium, wykształcenie zdobył w Austrii i Stanach Zjednoczonych. W limanowskim okręgu X Oddziału Grobów Wojennych C. i K. Komendantury Wojskowej w Krakowie był kierownikiem artystycznym do 1 stycznia 1918, a także jego komendantem od 21 maja do 30 listopada 1917. 
Zaprojektował większość cmentarzy w okręgu X, wiele elementów innych cmentarzy oraz serię żeliwnych krzyży nagrobnych.

## Krzyże nagrobne
Zaprojektował sześć wzorów najbardziej rozpowszechnionych krzyży, występujących na większości zachodniogalicyjskich cmentarzy wojennych z wyjątkiem okręgu żmigrodzkiego. Poszczególne wzory dedykowane były armii austriackiej, niemieckiej i rosyjskiej. Mniejsze krzyże przeznaczone na pojedyncze groby były jednocześnie elementami centralnymi (poza wersją „rosyjską”) trzech pozostałych wzorów, ażurowych używanych głównie na mogiłach zbiorowych. 
Wzornictwo krzyża typu „austriackiego” nawiązuje do austriackiego odznaczenia Krzyż Zasługi Wojskowej. Krzyż okolony girlandą z liści laurowych symbolizuje chwalę należną zwycięzcom. W centrum krzyża mogła znajdować się data 1914 lub 1915. 
Podobnie krzyża typu „niemieckiego” związany jest z niemieckim odznaczeniem Krzyża Żelaznego. Krzyż jest opleciony gałązką dębową symbolizującą męstwo i nieśmiertelność, na górnym ramieniu znajduje się korona cesarska, w centrum litera W (od imienia cesarza Wilhelma), natomiast u podstawy zazwyczaj znajduje się data 1914 lub 1915. 
Większe ażurowe krzyże zarówno w wersji austriackiej jak i niemieckiej przedstawiają obusieczny miecz wbity w wachlarz palmety, symbolizującej ostateczne zwycięstwo i wieczną nagrodę.
Rosyjski dwuramienny krzyż ozdobiony girlandą liści lipowych nawiązuje do krzyża patriarchalnego. Krzyż większy nie ma motywu miecza zarezerwowanego dla zwycięskich armii, podobnie nie ma palmety, a jedynie tablicę z datą lub bez okoloną dwoma spiralami.

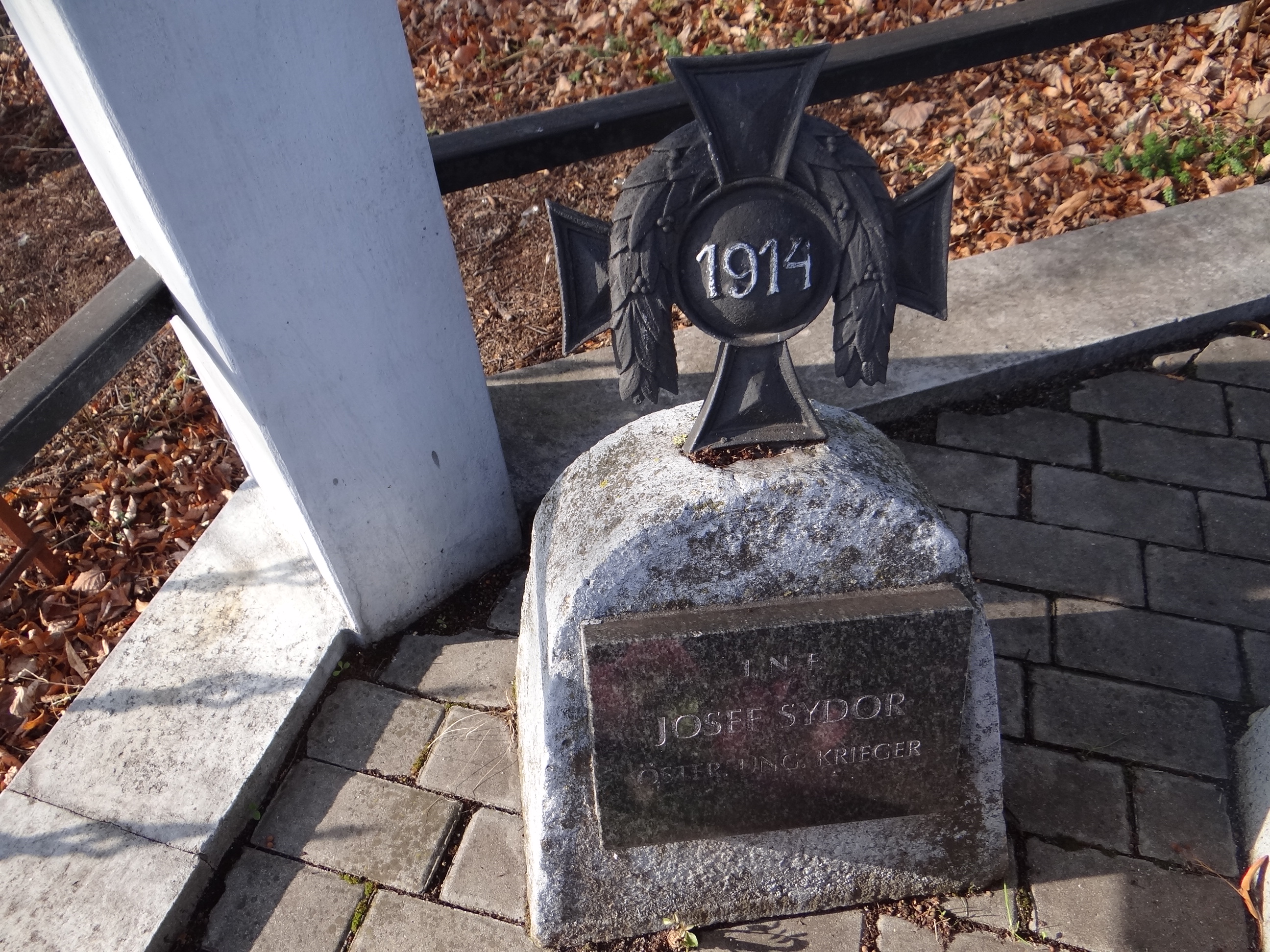
Krzyż austriacki (mały)
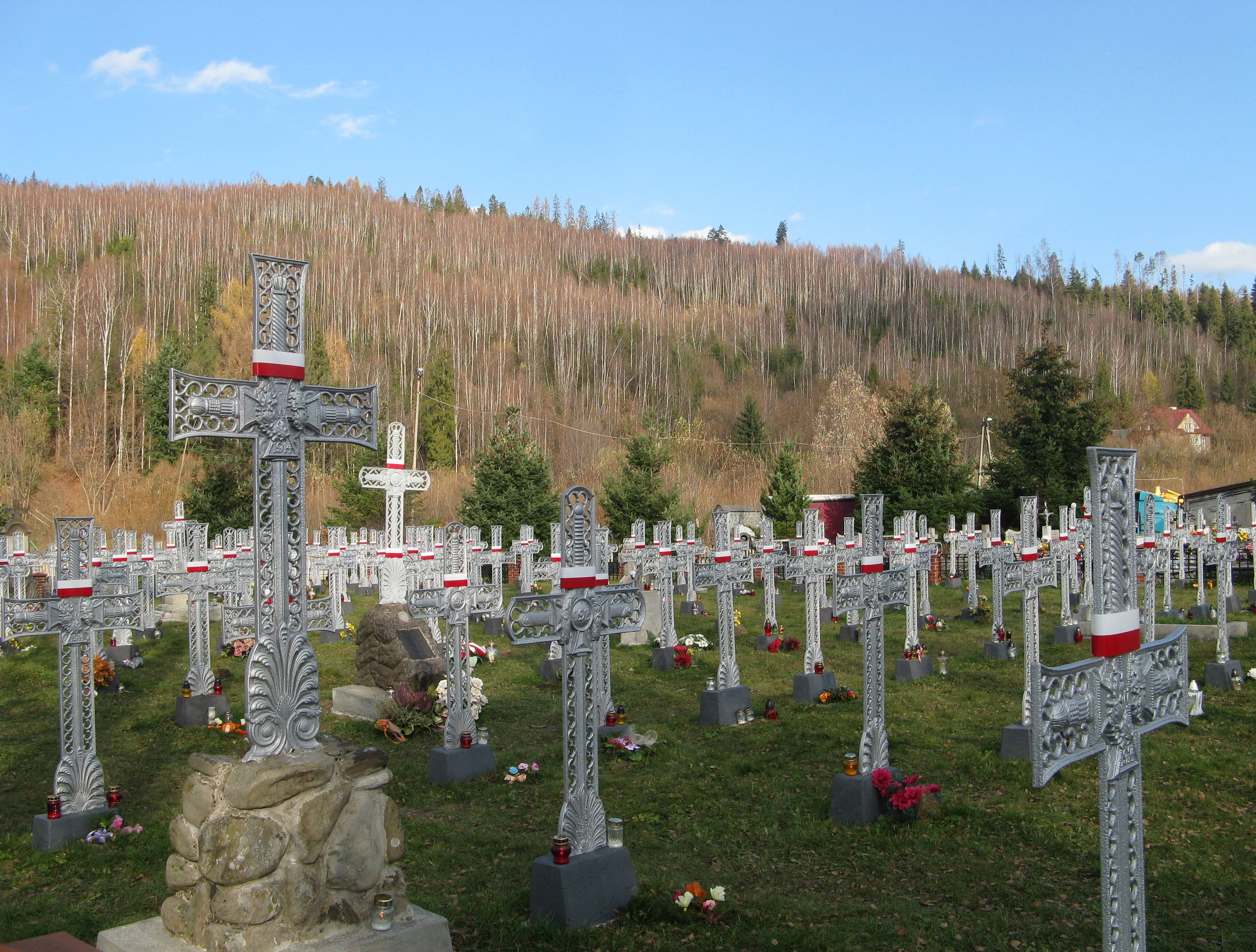
Krzyże austriackie i niemieckie na cmentarzu w Rajczy
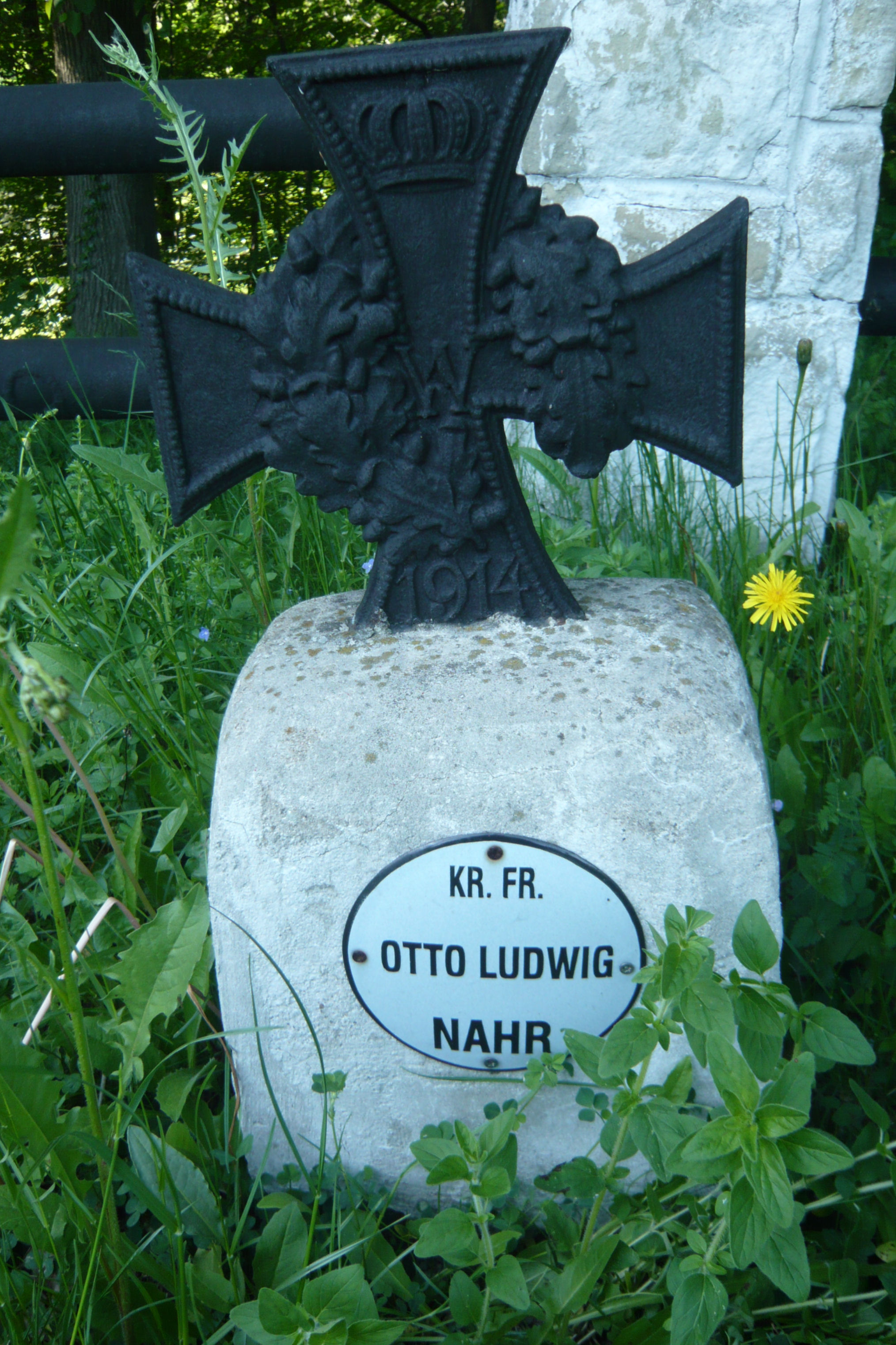
Krzyż niemiecki (mały)
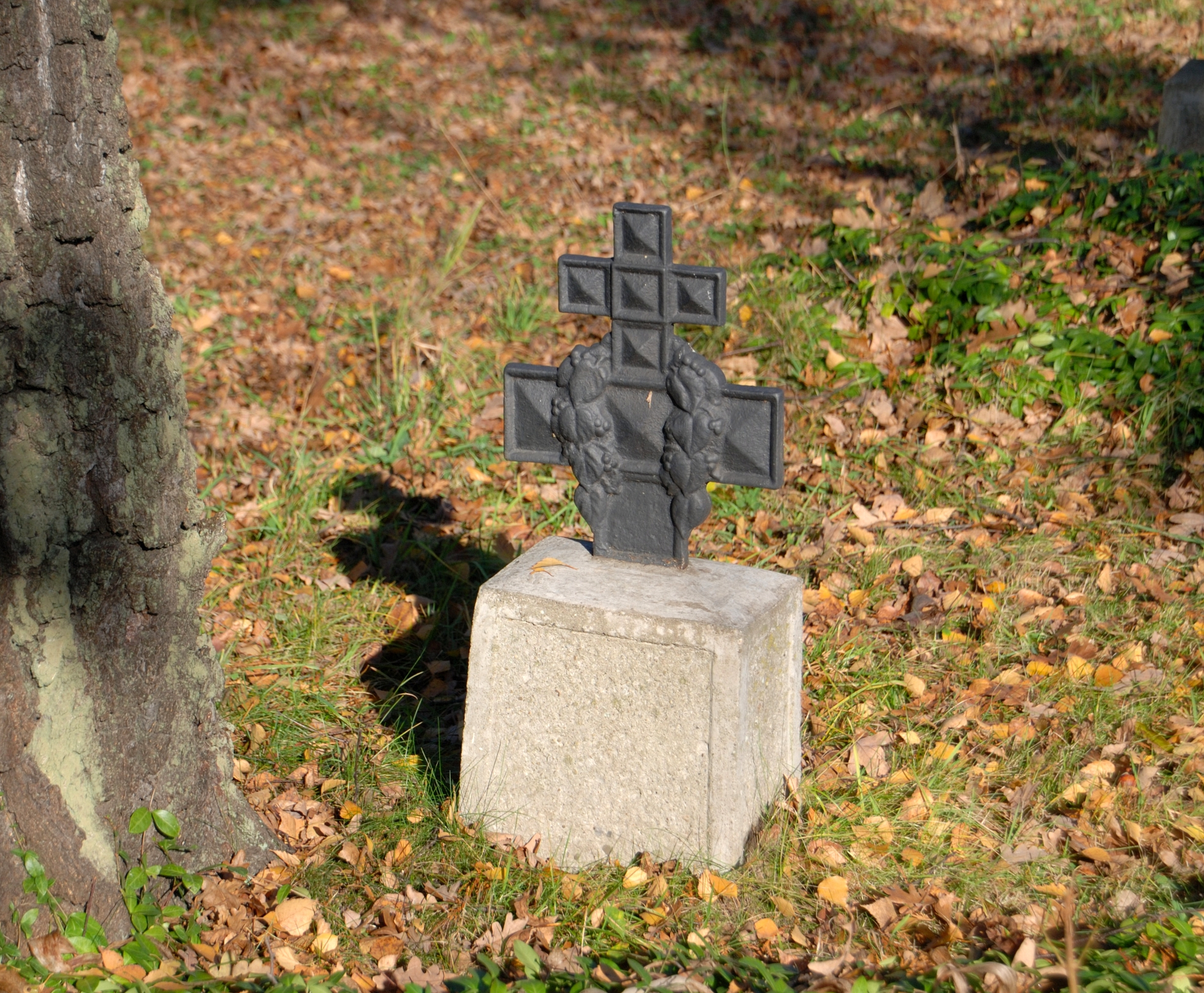
Krzyż rosyjski (mały)
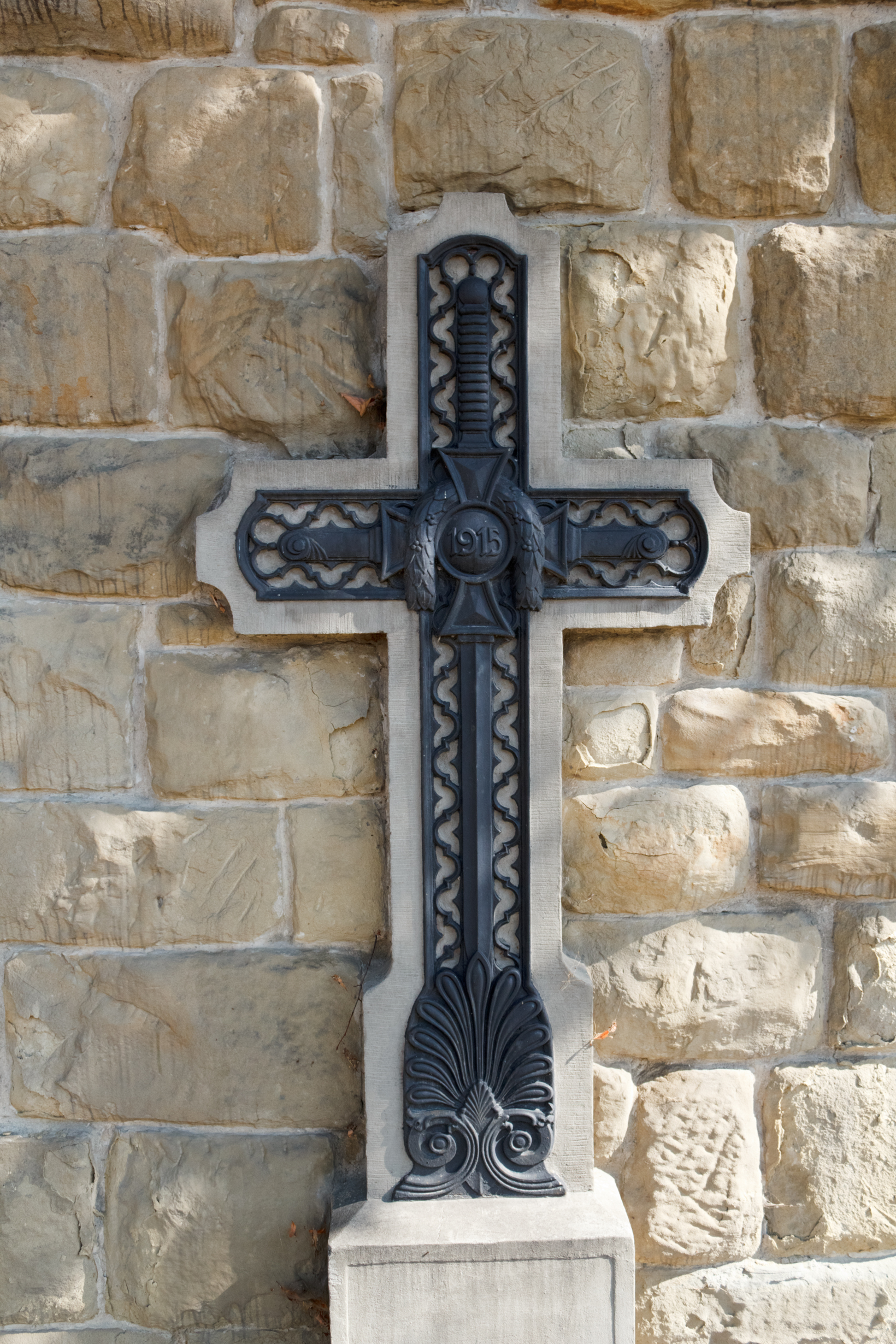
Krzyż austriacki (duży)
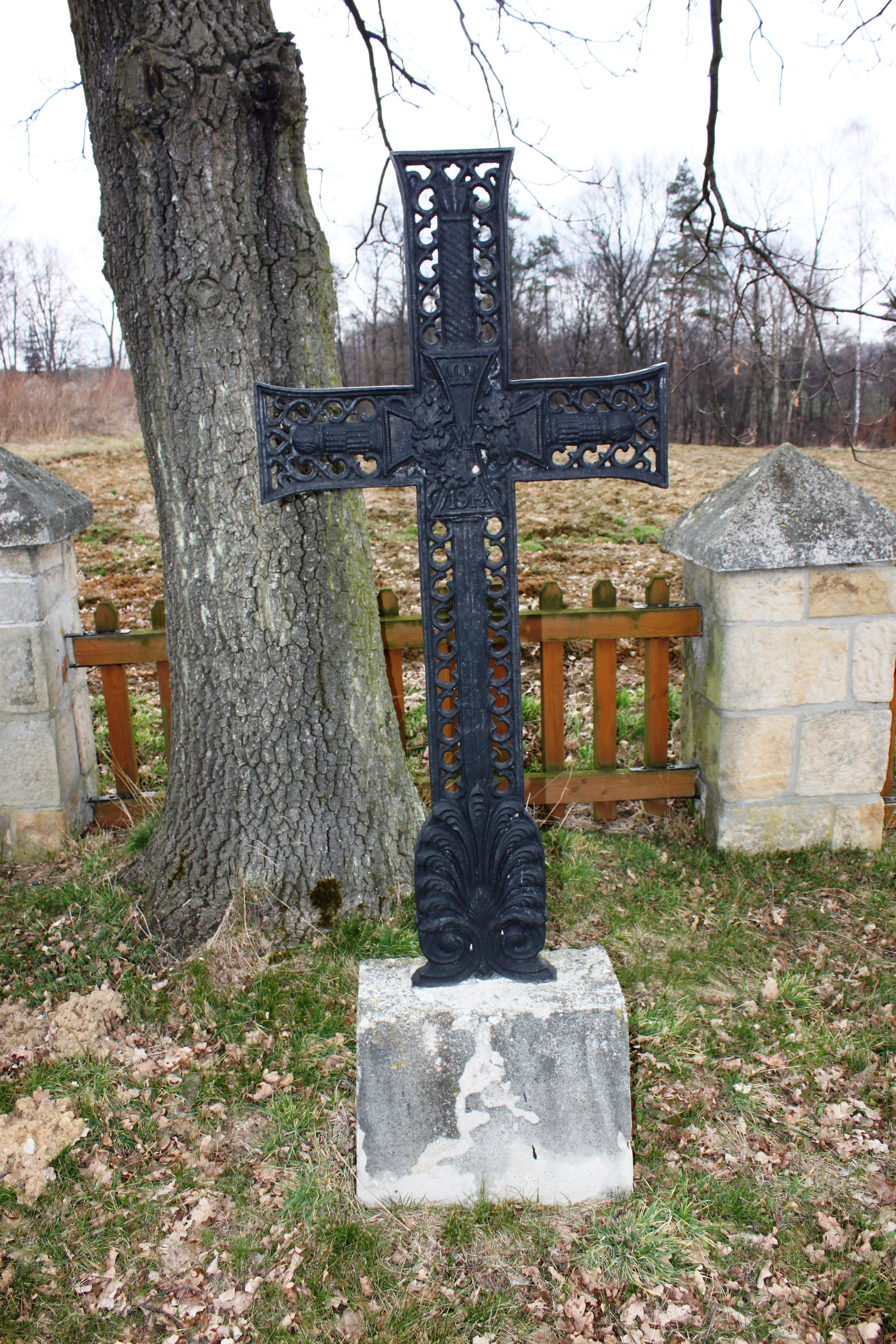
Krzyż niemiecki (duży)
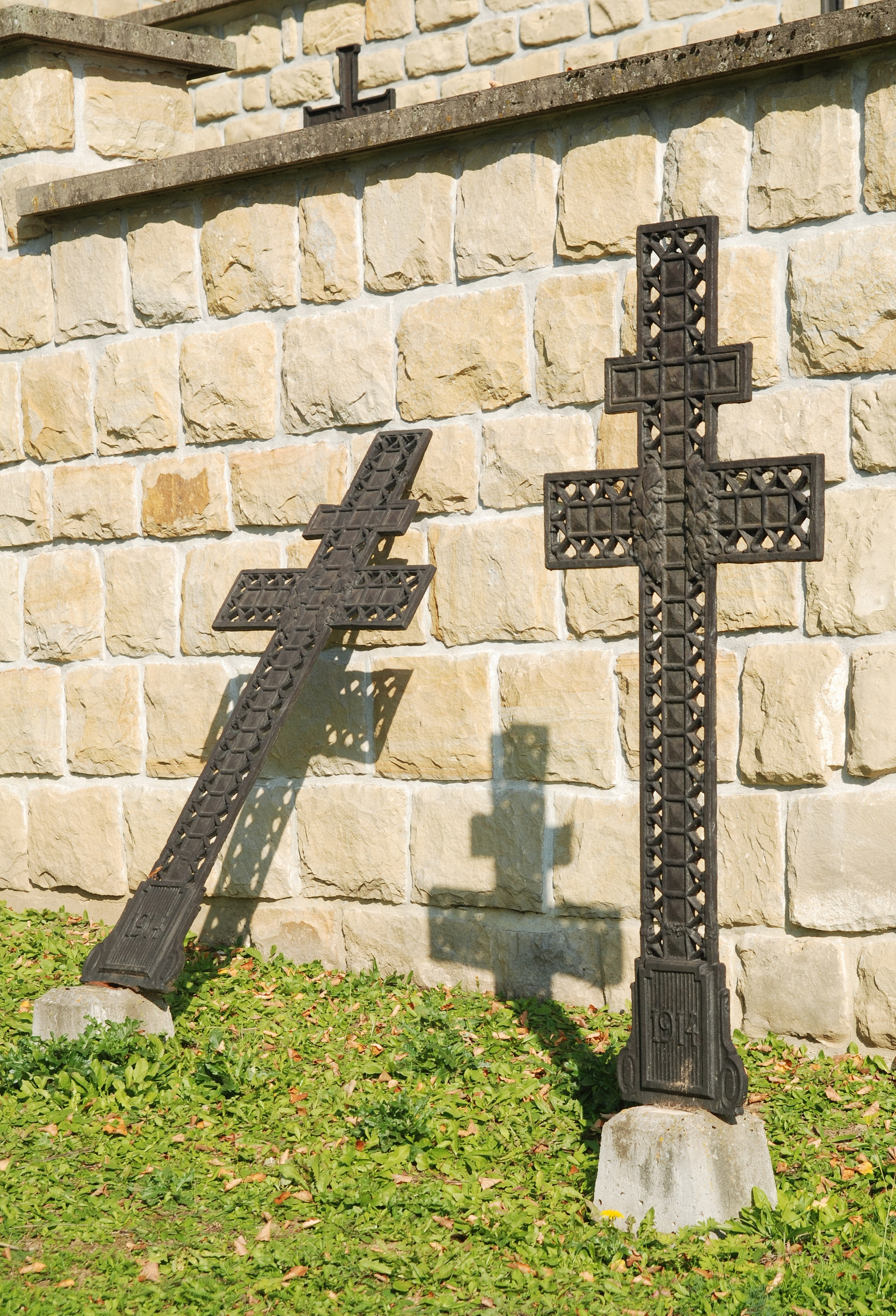
Krzyż rosyjski (duży)

## Lista cmentarzy jego projektu
- Cmentarz wojenny nr 368 – Limanowa-Jabłoniec
- Cmentarz wojenny nr 369 – Stara Wieś-Golców
- Cmentarz wojenny nr 357 – Kamionka Mała
- Cmentarz wojenny nr 364 – Kasina Wielka
- Cmentarz wojenny nr 362 – Szczyrzyc
- Cmentarz wojenny nr 374 – Wiśniowa
- Cmentarz wojenny nr 373 – Wiśniowa
- Cmentarz wojenny nr 375 – Gdów
- Cmentarz wojenny nr 376 – Suchoraba
- Cmentarz wojenny nr 358 – Laskowa
- Cmentarz wojenny nr 365 – Tymbark
- Cmentarz wojenny nr 348 – Stary Sącz
- Cmentarz wojenny nr 363 – Mszana Dolna
- Cmentarz wojenny nr 345 – Muszyna
- Cmentarz wojenny nr 366 – Limanowa
- Cmentarz wojenny nr 346 – Krynica
- Cmentarz wojenny nr 350 – Nowy Sącz
- Cmentarz wojenny nr 351 – Zabełcze
- Cmentarz wojenny nr 349 – Dąbrówka Polska
- Cmentarz wojenny nr 361 – Krasne-Lasocice
- Cmentarz wojenny nr 360 – Słupia
- Cmentarz wojenny nr 371 – Droginia
- Cmentarz wojenny nr 347 – Barcice
- Cmentarz wojenny nr 367 – Mordarka
- Cmentarz wojenny nr 355 – Żbikowice